# Anton Krásnohorský
Anton Krásnohorský (ur. 22 października 1925  – zm. 25 lipca 1988) – piłkarz słowacki grający na pozycji obrońcy. W swojej karierze rozegrał 9 meczów w reprezentacji Czechosłowacji.

## Kariera klubowa
W swojej karierze piłkarskiej Krásnohorský grał w takich klubach jak: ATK Praha i Sokol Slovena Žilina.

## Kariera reprezentacyjna
W reprezentacji Czechosłowacji Krásnohorský zadebiutował 25 września 1949 w przegranym 1:3 meczu Pucharu Dr. Gerö z Austrią, rozegranym w Wiedniu. W 1954 roku został powołany do kadry na mistrzostwa świata w Szwajcarii. Na tym turnieju nie wystąpił w żadnym meczu. Od 1949 do 1952 roku rozegrał w kadrze narodowej 9 spotkań.